# Cienfuegosia tripartita
Cienfuegosia tripartita là một loài thực vật có hoa trong họ Cẩm quỳ. Loài này được (Kunth) Gürke mô tả khoa học đầu tiên năm 1892.